# Unternberg (powiat Tamsweg)
Unternberg – gmina w Austrii, w kraju związkowym Salzburg, w powiecie Tamsweg. Według Austriackiego Urzędu Statystycznego liczyła 1008 mieszkańców (1 stycznia 2015).